# Dysganus peiganus
 Dysganus peiganus es una especie dudosa del género Dysganus extinto de dinosaurio ornitópodo ceratopsiano, que habitó a finales del período Cretácico, hace aproximadamente entre 75 millones de años en el Campaniense, en lo  que es hoy América del Norte. Está basado en el espécimen AMNH 3974, una corona dental algo menos desgastada de la formación Río Judith.